# Mezopotamskie zbiory praw
Mezopotamskie zbiory praw
- kodeks Urukaginy (I połowa XXIV wieku p.n.e.)
- kodeks Ur-Nammu (przełom XXII−XXI wieku p.n.e.)
- kodeks Bilalamy z Esznunny (przełom XXI−XX wieku p.n.e.)
- Kodeks Lipitisztara (XX wiek p.n.e.)
- lokalne prawne dokumenty gospodarcze kupców z okresu staroasyryjskiego z Kanesz (XIX wiek p.n.e.)
- Kodeks Hammurabiego (XVIII wiek p.n.e.)
- prawa z okresu średnioasyryjskiego z Aszur (XV−XIII wiek p.n.e.)
- prawa nowobabilońskie (VI wiek p.n.e.)